# CircleCI
CircleCI é uma plataforma de entrega contínua e integração contínua, que pode ser usada para implementar práticas de DevOps. A empresa foi fundada em setembro de 2011 e levantou US$ 315 milhões em financiamentos de capital de risco até 2021, com valor estimado de US$ 1,7 bilhão. A CircleCI é uma das mais conhecidas plataformas de CI/CD do mundo.

## História
2011
- A empresa foi fundada em setembro de 2011.[4] O produto foi lançado pela primeira vez para testes beta em 11 de outubro de 2011. Os primeiros clientes surgiram três meses depois da fundação da empresa,[5] o que ocorreu seis meses antes do primeiro pagamento.[6]

2013
- O Typed Clojure foi usado na CircleCI em sistemas de produção de setembro de 2013 a setembro de 2015.[7]

2014
- Em 2014, a CircleCI adquiriu a Distiller, uma ferramenta móvel de integração contínua, período no qual Jim Rose e Rob Zuber ingressaram na empresa para assumir as funções de diretor executivo e diretor de tecnologia, respectivamente.[8] Paul Biggar deixou a empresa, mas continuou no conselho.[5] A empresa cresceu rapidamente, indo de 20 funcionários no final de 2014 para 60 funcionários no segundo trimestre de 2016.[9]

2016
- Em 2016, houve certa controvérsia quando a Uber, que compartilhava um edifício de escritórios com a empresa, reformulou seu logotipo e o tornou bastante semelhante ao da CircleCI.[10] Outro logotipo bastante parecido com o da CircleCI pode ser encontrado no filme "O Círculo" de 2017.

2018
- Em junho de 2018, a CircleCI abriu seu primeiro escritório internacional em Tóquio, e, em outubro de 2018, abriu um escritório em Boston, MA.[8]
- Em outubro de 2018, a CircleCI se tornou a primeira ferramenta de CI/CD autorizada pelo FedRAMP.[11]

2019
- Em maio de 2019, a CircleCI abriu um escritório em Denver, CO.[8]
- Em agosto de 2019, a CircleCI disponibilizou de modo geral o suporte a compilações do Windows.[12]
- Em novembro de 2019, a CircleCI abriu um escritório em Londres.[13]

2020
- Em fevereiro de 2020, a CircleCI lançou o suporte para AWS GovCloud.[8]
- Em maio de 2020, a CircleCI se tornou a primeira empresa de CI/CD a oferecer licença totalmente remunerada para os funcionários que estavam se recuperando de procedimentos médicos relacionados à mudança de sexo.[8]
- Em outubro de 2020, a CircleCI lançou um painel de controle com percepções para os clientes monitorarem e otimizarem os respectivos pipelines de CI/CD.[8]
- Em novembro de 2020, a CircleCI introduziu executores auto-hospedados (inclusive suporte a Arm) na sua plataforma de nuvem.[8]

2021
- Em abril de 2021, o serviço hospedado em nuvem da CircleCI anunciou a conformidade com SOC 2 Tipo II.[8]

2022
- Em janeiro de 2022, a CircleCI anunciou o mais inteligente, personalizável e acessível plano de CI/CD do setor.[14]

### Financiamento
A CircleCI angariou US$ 50 mil de um pequeno investidor poucos meses após sua fundação, US$ 1,5 milhão em financiamentos distribuídos em 2013, uma rodada de US$ 6 milhões na Série A da DFJ em 2014, uma rodada de financiamento de US$ 18 milhões na Série B da Scale Venture Partners em 2016, US$ 31 milhões na Série C liderados pela Top Tier Capital Partners em 2018, US$ 56 milhões na Série D liderados pela Owl Rock Capital e pela NextEquity Partners em 2019, uma rodada de US$ 100 milhões na Série E liderada pela IVP em 2020 e uma rodada de US$ 100 milhões na Série F liderada pela Greenspring Associates em 2021. Isso totaliza US$ 315 milhões em financiamentos.

### Aquisições
A CircleCI adquiriu em Distiller em 2014, a Vamp em 2021 e a Ponicode em 2022.

## Produtos
A CircleCI monitora repositórios do GitHub, GitHub Enterprise e Atlassian Bitbucket e lança compilações para cada compromisso novo.  A CircleCI testa automaticamente as compilações em máquinas virtuais ou contêineres do Docker e implementa as compilações aprovadas nos ambientes de destino. Um painel de controle e uma API permitem acompanhar o status das compilações e métricas relacionadas a elas. A integração com o Slack notifica as equipes quando surgem problemas.
O suporte a SSH permite executar trabalhos localmente, e as medidas de segurança impedem adulterações. A CircleCI também oferece um recurso de aprovação de fluxo de trabalho, que pausa os trabalhos até que uma aprovação manual seja concedida.
A CircleCI é compatível com Go, Java, Ruby, Python, Scala, Node.js, PHP, Haskell e qualquer outra linguagem executada no Linux ou macOS.
A empresa oferece um serviço em nuvem gerenciado com um nível gratuito disponível. A plataforma também pode ser auto-hospedada em um servidor privado (sob a proteção de um firewall corporativo) ou como uma implementação privada na nuvem. O serviço em nuvem foi inicialmente elaborado do zero, mas usa agora o Kubernetes e o Nomad da HashiCorp.
A CircleCI reduz os riscos por garantir testes e versões frequentes. Além disso, com o serviço em nuvem gerenciado, ela cuida da manutenção e do provisionamento da infraestrutura de CI. O serviço em nuvem pode ser configurado em poucos minutos, mas é menos personalizável do que o Jenkins.

### Orbs
Orbs são snippets de YAML compartilháveis que podem ser usados para simplificar as compilações da CircleCI e fazer implementações. A CircleCI tinha integrações com 45 parceiros até 2019. Os ambientes de implementação visados pela CircleCI incluem Amazon Web Services, Heroku, Azure, Google Compute Engine, imagens do Docker e máquinas virtuais do Linux, Android, Windows ou macOS com VMware. Em 2018, o config.yml da CircleCI foi o arquivo YAML de mais rápido crescimento no GitHub.
A sintaxe patenteada de configuração introduz a restrição de fornecedor, o que significa que a troca dos serviços de CI exige a recriação do pipeline.

## Clientes
Facebook, Coinbase, Sony, Kickstarter, GoPro e Spotify usaram a CircleCI em 2019.